# La señal (canción de Juanes)
«La señal» es una canción inédita del cantante colombiano Juanes que forma parte de su álbum desconectado Juanes MTV Unplugged. El sencillo fue lanzado mundialmente el 5 de marzo de 2012 en todas las emisoras radiales y se podrá descargar a través de iTunes. La canción fue producida por el cantante de bachata, Juan Luis Guerra. "La Señal" posee un ritmo similar al del álbum "La vida... es un ratico" (2007).

## Video musical
El videoclip de la canción fue grabada en Miami Beach el 1 de febrero de 2012. El video de la canción se encuentra disponible en todos los canales de audiencia mundial, incluyendo YouTube.

## Posiciones y ventas
La señal alcanzó la posición #1 en las principales radios de Colombia, debido a la cantidad de veces que ha sido sonada; además desde su lanzamiento digital la canción debutó en el #1 de ventas en iTunes. En Argentina, Perú, Ecuador, República Dominicana, Venezuela y México la canción tuvo una gran acogida en las emisoras radiales logrando posicionarla en la primera posición.
En la lista National Report, listado oficial de música en Colombia, la canción alcanzó la posición #12. En el Hot Latin Songs debutó en la posición #30; mientras que en el Latin Pop Songs escaló hasta el puesto número 37.
La canción se posicionó en el #1 en Paraguay, Ecuador, México, España, Puerto Rico y Estados Unidos.

## Posiciones en las listas
| Listas (2012)                      | Mejor posición |
| ---------------------------------- | -------------- |
| Colombia (National Report)         | 1              |
| México (Monitor Latino)            | 1              |
| México (México Airplay)            | 1              |
| Estados Unidos (Hot Latin Songs)   | 1              |
| Estados Unidos (Latin Pop Songs)   | 1              |
| Venezuela Latino (Record Report)   | 1              |
| Venezuela Pop Rock (Record Report) | 4              |

## MTV Unplugged
Este disco de Juanes, por lo menos en la portada, recobra la esencia de las primeras ediciones de hace 20 años.
Sobre los nuevos arreglos e invitados, MTV, procuró tener un toque muy especial en las nuevas versiones e de varios éxitos anteriores, y también la inclusión de Joaquín Sabina y la brasileña Paula Fernandes. Fue grabado en el New World Symphony Center de Miami.
La fecha de salida Del Disco "Juanes MTV Unplugged Fue El 29 De mayo Mientras Que El Especial De Tv Fue Trasmitido Por La Cadena MTV El 28 de mayo de 2012.
Por Otro Lado La Señal Fue Lanzada El 5 de marzo de 2012